# Teodoro Gómez Rivera
Teodoro Gómez Rivera (* 7. Mai 1963 in El Banquito, Departamento Choluteca) ist ein honduranischer römisch-katholischer Geistlicher und Bischof von Choluteca.

## Leben
Teodoro Gómez Rivera studierte er Philosophie und Theologie am Priesterseminar in Tegucigalpa. Nach weiteren Studien an der Päpstlichen Universität Gregoriana erwarb er das Lizenziat in Dogmatik. Am 27. Januar 1996 empfing er das Sakrament der Priesterweihe für das Bistum Choluteca.
Nach der Priesterweihe war er neben Aufgaben in der Pfarrseelsorge Koordinator der diözesanen Berufungspastoral, Spiritual am Knabenseminar und Mitarbeiter in der Priesterausbildung am Priesterseminar in Tegucigalpa sowie Verantwortlicher für die Caritas. Seit 2013 war er Generalvikar des Bistums Choluteca und seit 2015 zusätzlich Bischofsvikar für die Seelsorge. Zwei Jahre später wurde er außerdem Rektor des Instituts Santa María Goretti.
Am 14. November 2020 ernannte ihn Papst Franziskus zum Titularbischof von Castellum Tatroportus und zum Weihbischof in Tegucigalpa. Die Bischofsweihe spendete ihm der Bischof von Choluteca, Guy Charbonneau PME, am 15. Mai des folgenden Jahres in der Basilika von Suyapa in Tegucigalpa. Mitkonsekratoren waren der Apostolische Nuntius in Honduras, Erzbischof Gábor Pintér, und der Bischof von Yoro, Héctor David García Osorio.
Am 26. Januar 2023 ernannte ihn Papst Franziskus zum Bischof von Choluteca. Die Amtseinführung fand am 15. April desselben Jahres statt.